# Diduga flavicosta
Diduga flavicosta là một loài bướm đêm thuộc phân họ Arctiinae, họ Erebidae.